# Ano ko ni Kiss to shirayuri o
Ano ko ni Kiss to shirayuri o (jap. あの娘にキスと白百合を Ano ko ni kisu to shirayuri o) – manga autorstwa Canno, publikowana na łamach magazynu „Gekkan Comic Alive” wydawnictwa Media Factory od listopada 2013 do lutego 2019.

## Fabuła
W gimnazjum Ayaka Shiramine była idealną uczennicą: pracowitą, z doskonałymi ocenami i wspaniałą osobowością. Po rozpoczęciu nauki w liceum, spodziewała się, że pozostanie na szczycie, jednak nie przewidziała jednej rzeczy – pojawienia się w jej klasie nowej koleżanki, leniwej, lecz genialnej Yurine Kurosawy. Ayaka od początku gardzi Yurine, ale ta zdaje się nie podzielać jej wrogości. Wraz z upływem czasu ich relacja wykracza poza szkolną rywalizację, stając się czymś więcej.

## Publikacja serii
Manga ukazywała się w magazynie „Gekkan Comic Alive” od 27 listopada 2013 do 27 lutego 2019. Została zebrana w 10 tankōbonach, wydanych między 23 maja 2014 a 23 marca 2019. W Ameryce Północnej prawa do dystrybucji serii nabyło wydawnictwo Yen Press.
| Nr | Data wydania (język japoński) | ISBN (język japoński)  |
| -- | ----------------------------- | ---------------------- |
| 1  | 23 maja 2014                  | ISBN 978-4-04-066556-6 |
| 2  | 22 grudnia 2014               | ISBN 978-4-04-067220-5 |
| 3  | 23 czerwca 2015               | ISBN 978-4-04-067538-1 |
| 4  | 23 lutego 2016                | ISBN 978-4-04-068201-3 |
| 5  | 23 września 2016              | ISBN 978-4-04-068543-4 |
| 6  | 23 marca 2017                 | ISBN 978-4-04-069126-8 |
| 7  | 23 września 2017              | ISBN 978-4-04-069440-5 |
| 8  | 23 marca 2018                 | ISBN 978-4-04-069852-6 |
| 9  | 21 września 2018              | ISBN 978-4-04-065129-3 |
| 10 | 23 marca 2019                 | ISBN 978-4-04-065559-8 |

## Drama CD
25 września 2015 firma Edge Records wydała dramę CD opartą na mandze.

## Odbiór
Rebecca Silverman z Anime News Network przyznała pierwszemu tomowi ocenę C+, zauważając, że „yuri nie zawsze musi być słodsze niż cukier, ale wciąż potrzebuje postaci, które można wspierać i które chce się zobaczyć szczęśliwe razem – a to jeszcze nie do końca dzieje się w przypadku naszej głównej pary”. Jednak opinia odnośnie dwóch kolejnych tomów była bardziej pozytywna, a Silverman stwierdziła w niej, że „jest to seria romantyczna, która pokazuje, jak zróżnicowana może być miłość w zależności od pary”.